# Oud Beets
Oud Beets (Fries: Ald Beets) is een buurtschap in de gemeente Opsterland, in de Nederlandse provincie Friesland. Het ligt ten zuiden van Drachten en ten westen van Beetsterzwaag, waaronder het formeel valt.
Oud Beets was lang een zelfstandig dorp. Dat veranderde toen het in 1925 bij Beetsterzwaag werd toegevoegd. Tot die tijd stond het ook bekend als Beets. De benaming Oud Beets dateert wel al van de 19e eeuw. In 1863 werd door veenarbeiders op het grondgebied van Beets een nieuwe kern gesticht. Deze nieuwe kern werd Nieuw Beets genoemd, het huidige Nij Beets en zo werd het oude Beets, Oud Beets genoemd.

## Geschiedenis
Beets werd al in de 11e eeuw genoemd. Eind 11e eeuw stond op de plaats waar nu de begraafplaats is een kerk. De kerk van Beets is gewijd aan de Heilige Geertruid en staat onder bewind van monniken. Beets was oorspronkelijk de hoofdplaats van wat later Opsterland is gaan heten. Het dorp vervulde eeuwen lang een belangrijke rol, niet alleen als regioplaats, maar ook voor Roomse gelovigen. De zetel van de deken van de rooms-katholieke kerk van Boornego was er gevestigd. De Beetster deken was commissaris en deken van de seendstoel (katholieke rechtbank).
De dorpen Beetsterzwaag, Ureterp, Olterterp en Nij Beets zijn van latere datum. Beetsterzwaag en Olterterp zijn door verhuisbewegingen van Beetsters ontstaan. Van Ureterp is dat niet met zekerheid te zeggen. Oud Beets ligt op een hoge zandrug, wanneer de bevolking toenam zochten ze in de omgeving naar hoger gelegen gronden.
De kerk van Beets, de Heilige Geertruid (of Sint Geertruid), werd na de beeldenstorm protestants. De kerk ging vanaf dat moment als Geertruid door het leven. In de 16e eeuw kwam door blikseminslag de spitse toren naar beneden. Er kwam een klokkenstoel met twee klokken ter vervanging. Na een halve eeuw en een grondige verbouwing had de Geertruid weer een toren, maar de klokkenstoel bleef. Rond 1885 werd de kerk gesloopt om plaats te maken voor de Adelskerk. Bij de sloop werden sarcofagen gevonden die tegenwoordig in de museumkerk van Janum te zien zijn. De Beetster Brommers, de klokken uit 1482 en 1520, zijn te vinden bij Museum Opsterland.
In de jaren '20 van de twintigste eeuw werd Beets bij Beetsterzwaag gevoegd. In 1958 werd de plaats bij de aanleg van rijksweg 43 (later omgebouwd tot rijksweg 7) door midden gesneden. De Adelskerk uit 1889 werd in 1984 gesloopt. Op het kerkhof werd in 1988 een klokkenstoel geplaatst. In 2014 werd Oud Beets officieel erkend als buurtschap.